# كورت شو
كورت شو (بالإنجليزية: Kurt Shaw)‏ هو لاعب كرة قدم مالطي، ولد في 1 أبريل 1999. لعب مع سلايما واندريرز.

## وصلات خارجية
- كورت شو على موقع الاتحاد الدولي (مؤرشف)  (الإنجليزية)
- كورت شو على موقع الاتحاد الأوربي (الإنجليزية)
- كورت شو على موقع قاعدة بيانات كرة القدم.إي يو (الإنجليزية)
- كورت شو على موقع ناشيونال فوتبول تيمز (الإنجليزية)
- كورت شو على موقع Soccerway.com (الإنجليزية)
- كورت شو على موقع عالم كرة القدم.نت (الإنجليزية)